# Милена Рекърдс
„Милена Рекърдс“ е бивша българска музикална компания, която продуцира попфолк и фолклорни изпълнители. Компанията е създадена от Петко и Милена Василеви през 1993 г. в Шумен.

## Изпълнители

### Солови изпълнители
- Алекс
- Ванесса
- Вероника
- Глория Атанасова
- Грета
- Деси
- Диана
- Евгени Ангелов
- Евита
- Екстра Нина
- Елвира
- Елена
- Ели Шейн
- Зара
- Иван Иванов
- Йоан-Иво
- Кети
- Килан
- Луна
- Любо
- Миньон
- Мути
- Наргиз
- Нелина
- Ниа
- Попа
- Роси
- Ростислава
- Румяна
- Сани
- Сашка Васева
- Светослав Стойчев
- Стефан Митров
- Таня
- Теди
- Тео
- Черина
- Юлия

### Изпълнители на Народна музика
- Георги Чилингиров
- Недялка Керанова

### Поп изпълнители
- Емил Димитров
- Георги Христов
- Орлин Горанов
- Кристина Димитрова
- Михаил Йончев
- Панайот Панайотов
- Йорданка Христова

### Оркестри, дуети и групи
- трио Аполон
- Дуо Вега
- Петя и Коста
- формация Зорница
- орк. Димитровград
- орк. Добруджански славеи
- орк. Каменци
- орк. Мелодия
- Мема и Венци
- орк. Мерцедес
- Симпатяги